# Ömer Çetin
Ömer Çetin (* 6. September 1990 in Marburg) ist ein türkischer Eishockeytorwart, der zuletzt bis 2010 beim EHC München in der 2. Eishockey-Bundesliga unter Vertrag stand.

## Karriere
Çetin begann seine Karriere im Nachwuchs des EHC München, wo er sämtliche Nachwuchsmannschaften durchlief und zuletzt für die Junioren-Mannschaft in der Bezirksliga aktiv war. In der Spielzeit 2008/09 stand er in 20 Ligaspielen im Tor der Junioren und kassierte dabei 2,42 Gegentore pro Partie. Mit dem Beginn der Saison 2009/10 wurde er von den Verantwortlichen des EHC München zum dritten Torwart der Profimannschaft in der 2. Bundesliga ernannt. Am 23. Oktober 2009 gab er beim Heimspiel des EHC München gegen die Wölfe Freiburg sein Profidebüt, als er in der letzten Minute eingewechselt wurde. 

### International
Für die Türkei nahm Çetin an der U20-Junioren-Weltmeisterschaft der Division III 2010 teil. Im Turnierverlauf blieb er ohne Einsatz.

## 2. Bundesliga-Statistik
(Stand: Ende der Saison 2010/11)